# Kasempa
Kasempa es una ciudad, capital del distrito homónimo, situada en la provincia del Noroeste (Zambia). Está situada unos 550 km por carretera de la capital del país, Lusaka, a la margen oeste del río Lufupa.
En diciembre de 2010 su población se estimaba en 11 700 habitantes.